# Dictyochophyceae
Dictyochophyceae (também conhecidas por axodines ou axodinas) é uma linhagem de algas unicelulares heterocontes fotossintéticas geralmente consideradas ao nível taxonómico de classe. O táxon na sua presente configuração é o grupo irmão das Pelagophyceae.

## Descrição
As Dictyochophyceae (ou axodines) são uma classe de algas unicelulares que se enquadra entre os protistas do filo Heterokonta. Os membros deste agrupamento taxonómico caracterizam-se por ser esféricos (alguns ocorrem fixos ao substrato por um pedúnculo) e apresentar minúsculos tentáculos, os axopódios, suportados por tríadas de microtúbulos que partem da superfície do núcleo celular e irradiam em torno da célula.
Outra característica distintiva é a presença de um único flagelo suportado por um eixo interno que se estende em forma de asa e cuja raiz carece da estrutura encontrada em outros grupos com os quais está filogeneticamente relacionado.
Estes organismos ocorrem tanto em águas continentais como nas águas marinhas e no solo. Alguns agrupamentos apresentam cloroplastos e são fotossintéticos, enquanto que outros são heterotróficos ou mixotróficoso, alimentando-se de pequenos protistas. São conhecidas cerca de 15 espécies neste grupo.

## Taxonomia e sistemática
Na sua presente circunscrição taxonómica a classe Dictyochophyceae inclui as seguintes subclasses e ordens:
- Dictyochales (= Silicoflagellata) —  é o grupo mais conhecido,  fotossintético e formando parte do fitoplâncton marinho, com a generalidade dos seus membros a formar esqueletos silícicos bem conhecidos como fósseis;
- Pedinellales  — ocorrem em água doce ou marinha e a maioria dos géneros são sésseis, fixando-se ao substrato por um pedúnculo posterior. Inclui tanto géneros com cloroplastos como outros que os perderam e ficaram reduzidos a alimentação inteiramente por fagocitose. Os géneros fotossintéticos são Pedinella, Apedinella, Pseudopedinella e Mesopedinella, enquanto que os que carecem inteiramente de cloroplastos são Palatinella, Actinomonas, Pteridomonas e Ciliophrys. O flagelo está situado na parte anterior da célula, rodeado pelos tentáculos, que frequentemente são utilizados para capturar pequenas presas que são arrastadas pela corrente que eram;
- Rhizochromulinales — esta grupo inclui apenas o amebóide marinho Rhizochromulina, aqui incluído com base na estrutura dos seus zoósporos;
- Florenciellales — o grupo inclui heterocontes falgelados pertencentes aos géneros Pseudochattonella, Florensiella e Luteocerasus.[11]

Em classificações mais antigas era comum considerar Dictyochophyceae sensu lato de forma a incluir as seguintes ordens:
- Classe Dictyochophyceae Silva 1980 s.l.[12][13]
  - Subclasse Sulcophycidae Cavalier-Smith 2013
    - Ordem Olisthodiscales Cavalier-Smith 2013
      - Família Olisthodiscaceae Cavalier-Smith 2013

    - Ordem Sulcochrysidales Cavalier-Smith 2013
      - Família Sulcochrysidaceae Cavalier-Smith 2013

  - Subclasse Alophycidae Cavalier-Smith 2006 [Dictyochia Haeckel 1894 sensu Cavalier-Smith 1993]
    - Infraclasse Actinochrysia Cavalier-Smith 1995 stat. nov. 2006 (Axodines Patterson, 1994; Actinochrysea Cavalier-Smith 1995; Actinochrysophyceae Cavalier-Smith 1995; Dictyochophyceae Silva 1980 emend. Moestrup, 1995]
      - Superordem Silicoflagellata Borgert 1890 sensu Lemmermann, 1901 emend. Moestrup 1995 [Silicophycidae Rothmaler 1951; Silicoflagellida; Silicomastigota; Dictyochidae Haeckel 1894; Dictyochophycidae; Dictyochea; Dictyochophyceae Silva 1980 s.s.]
        - Ordem Florenciellales Eikrem, Edvardsen & Throndsen 2007
          - Família Florenciellaceae

        - Ordem Dictyochales Haeckel 1894
          - Família Dictyochaceae Lemmermann 1901

      - Superordem Abodines Patterson 2001 [Abaxodinae Mikrjukov 2001; Pedinellidae Cavalier-Smith 1986]
        - Ordem Rhizochromulinales O’Kelly & Wujek 1995
          - Família Rhizochromulinaceae O’Kelly & Wujek 1995

        - Ordem Pedinellales Zimmermann, Moestrup & Hällfors 1984 [Actinomonadineae Cavalier-Smith 2006; Ciliophryineae Febvre-Chevalier ex Cavalier-Smith 2006]
          - Família Cyrtophoraceae Pascher 1911
          - Família Pedinellaceae Pascher 1910 [Actinomonadaceae Kent 1880; Ciliophryidae Poche, 1913]

Os Pedinellales com cloroplastos foram originalmente considerados uma família de algas douradas, com uma relação com os silicoflagelados que levou a ser incluídos entre aqueles. Posteriormente foi definida a classe Actinochrysophyceae para os incluir a todos. Anteriormente Actinophryida era aqui incluída, mas presentemente constitui um grupo independente.